# ستيوارت جرانجر (كرة سلة)
ستيوارت جرانجر (بالإنجليزية: Stewart Granger)‏ مواليد 27 أكتوبر 1961 في مونتريال، هو لاعب كرة سلة كندي معتزل. بدأ مسيرته الاحترافية في سنة 1983. تم اختياره من قبل فريق كليفلاند كافالييرز خلال الدرافت. يبلغ طوله 6 قدم 3 بوصة (1.9 م). اعتزل اللعب في 1990.

## المسيرة الاحترافية
لعب مع كليفلاند كافالييرز في موسم 1983–1984، ثم لعب مع أتلانتا هوكس في سنة 1985، ثم لعب مع نيويورك نيكس في موسم 1986–1987.

## روابط خارجية
- ستيوارت جرانجر على موقع الاتحاد الدولي لكرة السلة (الإنجليزية)
- ستيوارت جرانجر على موقع إن بي أي (الإنجليزية)
- ستيوارت جرانجر على موقع سبورتس رفرنس (الإنجليزية)
- ستيوارت جرانجر على موقع كلية كرة السلة في سبورتس رفرنس.كوم (الإنجليزية)
- ستيوارت جرانجر على موقع ريلجم (الإنجليزية)
- ستيوارت جرانجر على موقع بروبوليرز (الإنجليزية)